# 莎朗 (南卡罗来纳州)
莎朗（英文：Sharon），是美国南卡罗来纳州下属的一座城市。城市类型是“Town”。其面积大约为7平方英里（18.14平方公里）。根据2010年美国人口普查，该市有人口494人，人口密度约为每平方 英里70.54人（约合每平方公里27.24人）。